# 털큰눈박쥐
털큰눈박쥐(Chiroderma villosum)는 주걱박쥐과(신세계잎코박쥐과)에 속하는 박쥐의 일종이다. 남아메리카와 중앙아메리카에서 발견된다.

## 특징
머리부터 몸까지 길이가 62~79mm이고 전완장이 42~47mm인 작은 박쥐로 발 길이는 10~16mm, 귀 길이는 16~20mm이다. 몸무게는 최대 28g이다.

## 생태
나무 구멍 속에 은신한다. 먹이는 과일이다. 한 번에 적어도 2마리의 새끼를 낳는다.

## 분포 및 서식지
멕시코 남부와 동부, 중앙아메리카 전체와 브라질 남부 및 서부, 볼리비아 중부에 널리 분포한다. 해수면과 해발 500m 고도 사이의 습윤 환경과 상록수 열대 숲에서 서식한다.

## 아종
- C. v. villosum - 페루 중부와 동부, 볼리비아 북부, 베네수엘라,. 가이아나, 수리남, 프랑스령 기아나, 브라질 중부와 북부, 토바고섬
- C. v. jesupi (JA Allen, 1900) - 멕시코 남부와 동부, 벨리즈, 과테말라, 온두라스, 엘살바도로, 니카라과, 코스타리카, 파나마, 콜롬비아 서부와 동부, 에콰도르 북부와 서부 및 동부